# أحد عشري الأضلاع
| أحادي عشري منتظم    | أحادي عشري منتظم                            |
| ------------------- | ------------------------------------------- |
| أحادي عشري منتظم    |                                             |
| أضلاع ورؤوس         | 11                                          |
| رمز شليفلي          | {11}                                        |
| مخطط كوكستير-دينكين |                                             |
| مجموعة التناظر      | تناظر ثنائي السطوح (D11)                    |
| زاوية داخلية (درجة) | {\displaystyle \approx 147.273}°            |
| خصائص               | محدب، مضلع دائري، منتظم، رأسي، متعدي الحافة |

في الهندسة الرياضية، الأَحَدَ عَشْرِيّ هو مضلع له 11 ضلع و11 رأس.

## الأحادي العشري المنتظم
- في الأحد عشري المنتظم يكون قياس الزاوية الداخلية 147.272727... درجة.
- لا يمكن إنشاء الأحد عشري المنتظم باستخدام إنشاءات الفرجار والمسطرة.
- مساحة الأحد عشري المنتظم ذو طول ضلع a تعطى بالعلاقة:

{\displaystyle A={\frac {11}{4}}a^{2}\cot {\frac {\pi }{11}}\simeq 9.36564a^{2}.}